# Maison Radziwill
 (mars 2018).
Améliorez-le ou discutez des points à vérifier. 
La maison Radziwill (en polonais Radziwiłł, en lituanien : Radvila ; en biélorusse : Радзівіл) est une des plus anciennes familles du grand-duché de Lituanie, puis de la république des Deux Nations, aussi présente par la suite dans le royaume de Prusse.

## Histoire
La famille apparaît dans l'histoire au XIVe siècle, lorsque l'union d'Horodło entre le royaume de Pologne et le grand-duché de Lituanie est signée en 1413 et que les boyards lituaniens obtiennent le droit d'adopter des armoiries comme les Polonais.
Kristinas Astikas choisit le blason Trąby (« cors »). Après la mort de son fils Radvila en 1477, ses descendants adoptent le nom polonais de Radziwiłł, qui évoque le mot radzić, « conseiller (donner des conseils) ».
Lors de la diète des princes tenue à Vienne en 1515, l'empereur Maximilien de Habsbourg confère à la famille Radziwill le titre de prince d'Empire (Reichsfürst).
En 1547, le roi Sigismond II de Pologne, le dernier de la dynastie des Jagellons, épouse Barbara Radziwiłł, fille de l'hetman de Lituanie Jerzy Radziwiłł. En tant que roi de Pologne et grand-duc de Lituanie, il reconnaît ce titre princier lorsque l'union de Lublin, qui crée la république des Deux Nations, est conclue le 1er juillet 1569.
Après l'introduction de l'élection royale en 1572, les Radziwiłł, ont, avec d'autres magnats (Czartoryski, Lubomirski, Sapieha, etc.), une grande influence dans la vie politique de la République.
En 1657, le prince Bogusław Radziwiłł est nommé gouverneur dans le duché de Prusse par l'électeur Frédéric-Guillaume Ier de Brandebourg.
Après les trois partages de la Pologne (1772, 1793 et 1795), le prince Antoni Henryk Radziwiłł épouse  le 17 mars 1796 Louise de Prusse, nièce du roi Frédéric II et sœur du prince Louis-Ferdinand. Partisan  d'un rapprochement entre la Prusse et la Pologne, il exerce des fonctions dans le cadre du royaume de Prusse, il sera notamment lieutenant du roi pour le grand-duché de Posen (c'est-à-dire l'ancienne province polonaise de Posnanie) après 1815 ; parmi ses descendants, plusieurs seront des officiers ou des hommes politiques prussiens.

## Personnalités
La famille a un « ancêtre légendaire », Sirputis, en polonais Syrpuć (vers 1340-1400), qui est aussi l'ancêtre des familles de moindre importance Sudymontowicz et Ościkowicz.

### Première génération
- Kristinas Astikas (1363–1442/1444), en polonais Ościk Krystyn Syrpuciowicz, fils de Sirputis ; compagnon de Vytautas le Grand.

### Deuxième génération
- Radvila Astikas (vers 1410-1477), en polonais Radziwiłł Ościkowicz, fils de Kristinas Astikas ; voïvode de Trakai, castellan de Vilnius, grand maréchal de Lituanie.

### Troisième génération
- Nicolas Radziwiłł (1440-1509), Mikołaj Radziwiłł/Mikalojus Radvila, fils de Radvila Astikas ; le premier à porter le nom polonais de Radziwiłł.

### Quatrième génération
- Nicolas II Radziwiłł (1470–1521), Mikalojus Ii Radvila, fils de Nicolas Radziwiłł ; échanson de Lituanie (1505-1510), voïvode de Vilnius (1507), grand chancelier de Lituanie (1510)
- Jean Radziwiłł (1474-1522), Jonas Radvila, fils de Nicolas ; grand maréchal de Lituanie (1514), castellan de Trakai (1522).
- Anna Radziwiłł (1476-1522), Ona Radvilaitė, fille de Nicolas ; épouse de Conrad III de Mazovie, dit le Roux
- Wojciech Radziwiłł (1478-1519),Vaitiekus Radvila, fils de Nicolas ; évêque de Lviv (1502-1507) puis de Vilnius (1507-1519).
- Jerzy Radziwiłł (1480–1541), Jurgis Radvila, dit « l'Hercule lituanien », fils de Nicolas ; vainqueur de trente batailles livrées contre les Moscovites, les Tatares et les Teutoniques ; fait castellan de Vilnius en 1527 et grand hetman en 1533 ; père de Barbara Radziwiłł, qui épousera le roi Sigismond II Auguste en 1548.

### Cinquième génération
- Jean III Radziwiłł (1492-1542), Jonas III Radvila, fils de Nicolas II ; vice-échanson de Lituanie, staroste de Samogitie.
- Nicolas III Radziwiłł (14xx-1529), Mykolas III Radvila, fils de Nicolas II ; évêque de Samogitie.
- Nicolas Radziwiłł le Rouge (1512-1584), Mykolas Radvila Rudasis, fils de Jerzy ; grand chancelier et hetman de Lituanie, voïvode de Vilnius.
- Nicolas Christophe Radziwill, Mykolas Kristupas Radvila Juodasis (1515-1565) dit Le Noir ou encore Mikołaj IV, palatin de Vilnius et gouverneur de Livonie
- Jean Radziwiłł (1516-1551),Jonas Radvila, maître-d'hôtel de la Cour de Lituanie
- Anne Élisabeth Radziwiłł (1518–1600), Ona Elžbieta Radvilaitė, épouse de Piotr Kiszka (lt), maréchal de Volhynie puis de Simon Holszański, panetier de Lituanie.
- Barbara Radziwiłł (1520–1551),Barbora Radvilaitė, fille de Jerzy Radziwiłł (1480–1541), épouse de Zygmunt II August reine consort de Pologne
- Janusz Radziwiłł (1612–1655), Jonušas Radvila, grand hetman de Lituanie qui épouse Marie Lupu fille de Basile le Loup.

### Sixième génération
- Nicolas Radziwiłł (1546–1589), voïvode de Navahroudak (Nowogródek)
- Cristophe Nicolas Radziwiłł (1547–1603), échanson de Lituanie (1569), hetman de Lituanie (1572), castellan de Trakai (Troki), vice-chancelier de Lituanie (1579), voïvode de Vilnius (1584), grand hetman de Lituanie (1589).
- Nicolas Christophe Radziwiłł (1549–1616), maréchal de la cour de Lituanie (1569), grand maréchal de Lituanie (1579), castellan de Trakai, voïvode de Troki et de Vilnius,
- Jerzy Radziwiłł (1556-1600), évêque de Vilnius puis de Cracovie,
- Albert Radziwiłł (1558–1592), 1er ordynat de Kletsk, grand maréchal de Lituanie.
- Stanisław Radziwiłł (1559-1599), 1er ordynat d'Ołyka, staroste de Samogitie, grand maréchal de Lituanie.

### Septième génération
- Georges Radziwiłł (1578–1613), castellan de Trakai.
- Janusz Radziwiłł (1579-1620), échanson de Lituanie (1599), castellan de Vilnius (1619), staroste de Baryssaw, prince du Saint-Empire.
- Christophe Radziwiłł (1585–1640), hetman de Lituanie (1615), castellan de Vilnius (1633), voïvode de Vilnius (1633), grand hetman de Lituanie (1635), staroste de Mahiliow, Bystrzyca, Žiežmariai, maréchal de la Diète.
- Jean Georges Radziwiłł (1588–1625), ordynat de Niasvij, castellan de Trakai (1613)
- Albert Władysław Radziwiłł (1589–1636), 3e ordynat de Niasvij, panetier de Lituanie (1620), maître-d'hôtel de Lituanie (1622), castellan de Trakai (1626) castellan de Vilnius (1633).
- Jean Albert Radziwiłł (1591-1626), 2e ordynat de Kletsk,
- Simon Charles Radziwiłł (1591–1642), maître-d'hôtel de la reine (1617), chambellan de Lituanie (1625), maître-d'hôtel de Lituanie (1633), échanson de Lituanie (1638), chevalier hospitalier
- Alexandre Louis Radziwiłł (1594-1654), voïvode de Brześć (1631), maréchal de la cour de Lituanie (1635), grand maréchal de Lituanie (1637)
- Albert Stanisław Radziwiłł (1595–1656), sous-chancelier de Lituanie (1619), grand chancelier de Lituanie (1623).
- Eufemia Radziwiłł (pl) (1598–1658) abbesse de l'abbaye bénédictine de Niasvij

### Huitième génération
- Janusz Radziwiłł (1612–1655), chambellan de la cour de Lituanie (1633), hetman de champ de Lituanie (1646) et grand-hetman de Lituanie (1654), voïvode de Vilnius, staroste de Samogitie, Kamieniec Podolski, Kazimierz Dolny et Sejwy.
- Michel Charles Radziwiłł (1614–1656), échanson de Lituanie (1645), grand trésorier de Lituanie (1653).
- Bogusław Radziwiłł (1620–1669), prince du Saint-Empire, plusieurs fois membre du Parlement de la République, staroste de Bar, écuyer du grand duché de Lituanie, enseigne du grand duché de Lituanie, field marshal de Suède, gouverneur général du duché de Prusse (1657-1669)
- Michel Casimir Radziwiłł (1625–1680), échanson de Lituanie (1656), castellan de Vilnius (1661), sous-chancelier de Lituanie (1668), hetman de Lituanie (1668).
- Dominique Nicolas Radziwiłł (1643–1697), vice chancelier de Lituanie (1681), grand chancelier de Lituanie (1690).

### Neuvième génération
- Anna Maria Radziwiłł (1640–1667), fille de Janusz Radziwiłł, épouse de Bogusław Radziwiłł.
- Stanisław Casimir Radziwiłł (1648–1690), panetier de Lituanie (1670), grand maréchal de Lituanie (1679).
- Louise-Caroline Radziwiłł (1667–1695), fille de Bogusław Radziwiłł et de Anna Maria Radziwiłł, épouse de Louis de Brandenbourg puis de Charles III Philippe du Palatinat.
- Georges Joseph Radziwiłł (1668-1689), chancelier de la Couronne, grand échanson de Lituanie (1686),
- Charles Stanisław Radziwiłł (1669–1719), grand chancelier de Lituanie.
- Jean Nicolas Radziwiłł (1681–1729), maître d'hôtel de la cour de Lituanie
- Nicolas Faustyn Radziwiłł (1688–1746), porte-épée de Lituanie

### Dixième génération
- Michel Casimir Radziwiłł Rybeńko (1702–1762), dit Rybeńko, écuyer de Lituanie (1728), maréchal de la cour de Lituanie (1734), hetman de Lituanie et castellan de Trakai (1737), castellan de Vilnius (1742), voïvode de Vilnius et grand hetman de Lituanie (1744) et staroste de nombreuses villes.
- Martin Nicolas Radziwiłł (1705–1782), maître d'hôtel de Lituanie, lieutenant général des armées de Lituanie.
- Ulrich Christophe Radziwiłł (1712–1770), général de cavalerie (1742), greffier de Lituanie (1762).
- Jérôme Florian Radziwiłł (1715-1760), échanson de Lituanie (1739), porte-étendard de Lituanie (1750), staroste de Przemyśl et Krytchaw.
- Albert Radziwiłł (1717–1790), staroste de Retchytsa
- Georges Radziwiłł (1721-1754), voïvode de Navahroudak.
- Stanisław Radziwiłł (1722-1787), chambellan de Lituanie (1759-1779), lieutenant général des armées de Lituanie.

### Onzième génération
- Charles Stanisław Radziwiłł surnommé Panie Kochanku (1734–1790), palatin de Wilno, gouverneur de Lituanie (1762), élu en 1767 chef de la confédération de Bar.
- Józef Mikołaj Radziwiłł (pl) (1736–1813), grand greffier de Lituanie (1764), castellan de Trakai (1784), voïvode de Trakai (1788).
- Antoni Mikołaj Radziwiłł (pl) (1741–1778), chanoine de Vilnius (1767), référendaire de la Couronne, secrétaire de la Couronne (1773).
- Michał Hieronim Radziwiłł (1744–1831), porte-glaive de Lituanie (1771-1775), castellan de Vilnius (1775-1790).
- Mikołaj Radziwiłł (pl) (1748–1811), commandant du régiment de cavalerie de la garde de Lituanie.
- Hieronim Radziwiłł (1759–1786), chambellan de Lituanie (1779).
- Mateusz Radziwiłł (pl) (1768–1818), général de l'armée impériale de Russie.

### Douzième génération
- Dominique Hieronime Radziwill (1787-1813), colonel des lanciers polonais de la Garde impériale, se distingua par son courage et son dévouement lors de la campagne de Russie, mortellement blessé au combat de Hanau. Il fut vivement regretté de Napoléon Ier, qui l'avait attaché à sa personne.
- Antoni Henryk Radziwiłł (1775–1833), prince du Saint-Empire, homme politique, gouverneur de Poznań (1815), compositeur de morceaux pour piano et plusieurs chants en français, polonais et allemand.
- Michał Gedeon Radziwiłł (1778–1850), général polonais.
- Mathias Radziwill (1749/1750–1800), castellan de Vilnius, compositeur.

### Treizième génération
- Wilhelm von Radziwill (1797–1870), général prussien
- Élisa Radziwiłł (1803–1834), amour contrarié du futur roi Guillaume Ier de Prusse, premier empereur de l'Allemagne moderne en 1871.
- Bogusław Fryderyk Radziwiłł (1809–1873), général prussien, membre du parlement prussien.
- Maciej Józef Radziwiłł (pl) (1842–1907),
- Stefania Radziwiłł (pl) (1809–1832), héritière de l'immense fortune Radziwiłł, qui fait d'elle l'une des plus riches héritières de l'Europe, épouse de Ludwig von Wittgenstein (pl).
- Karol Andrzej Radziwiłł (pl) (1821–1886)
- Leon Hieronim Radziwiłł (pl) (1808–1885), général russe, XII ordynat de Kletsk

### Quatorzième génération
- Antoni Wilhelm Radziwiłł (pl) (1833–1904), général prussien, XIV ordynat de Niasvij, XI ordynat de Kletsk,
- Izabella Róża Radziwiłł (pl) (1888–1968), distinguée par ordre de Saint-Lazare de Jérusalem pour son courage et son dévouement lors de la première guerre mondiale, récipiendaire de la Croix de la Valeur polonaise pour son action au service des blessés au déclenchement de la seconde guerre mondiale.
- Edmund Radziwiłł (pl) (1842–1895), prêtre polonais, représentant des Polonais au parlement allemand, prélat de la Maison pontificale.
- Ferdynand Radziwiłł (1834–1926), politicien polonais, XII ordynat d'Olyka.
- Franciszek Pius Radziwiłł (pl) (1878–1944), politicien polonais.
- Maciej Mikołaj Radziwiłł (pl) (1873–1920), politicien polonais.
- Michał Piotr Radziwiłł (pl) (1853–1903), philanthrope, écrivain, poète, rédacteur en chef et éditeur de la revue la bibliothèques de Varsovie, président de la Société de bienfaisance de Varsovie et membre de la Société pour l'Encouragement des Beaux-Arts.

### Quinzième génération
- Stanisław Wilhelm Radziwiłł (1880–1920)
- Janusz Franciszek Radziwiłł (1880–1920)
- Krzysztof Mikołaj Radziwiłł (1898–1986)
- Michał Radziwiłł Rudy (1870–1954)
- Konstanty Mikołaj Radziwiłł (1902–1944)
- Hieronim Mikołaj Radziwiłł (1885–1945)
- Konstanty Radziwiłł (1873–1944/1945)
- Lise Radziwiłł (1877-1942), duchesse de La Rochefoucauld-Doudeauville, mécène.
- Léon Radziwill (1880–1927), aristocrate polonais, officier dans l'armée française, maire d'Ermenonville.
- Artur Radziwiłł (1901–1939)

### Seizième génération
- Antoni Albrecht Wilhelm Radziwiłł (1885–1935)
- Karol Mikołaj Radziwiłł (1886–1968)
- Anna Radziwiłł (1939–2009)
- Stanisław Albrecht Radziwiłł (1914–1976), marié de 1959 à 1976 à Lee Bouvier, sœur cadette de Jacqueline Kennedy
- Edmund Ferdynand Radziwiłł (1906–1971)

### Dix-septième génération
- Antoni Radziwiłł (1959–1999)
- Konstanty Radziwiłł (né en 1958), petit-fils du prince Konstanty Mikołaj Radziwiłł (1902–1944), docteur en médecine, président de l'ordre des médecins, ministre polonais de la santé de 2015 à 2018
- Dominik Radziwiłł (né en 1964), vice-ministre des finances

### Autres membres
- Lee Radziwill (1933-2019), née Bouvier, sœur cadette de Jacqueline Kennedy qui épousa en secondes noces, le 19 mars 1959, Stanisław Albrecht Radziwiłł (1914-1976), prince d'origine polonaise
- Madeleine Radziwill (1861-1945), née Zawisza-Kierżgajło (lt), mécène
- Marie de Castellane, princesse Radziwiłł
- Dominique Radziwill (1911-1976) et sa première épouse Eugénie de Grèce (1910-1989)